# منوچهر بی‌بی‌یان
منوچهر بی‌بی‌یان (۱ آذر ۱۳۱۲ – ۶ شهریور ۱۴۰۲) روزنامه‌نگار و تهیه‌کننده موسیقی اهل ایران بود. وی بنیان‌گذار و مدیر چند شرکت موسیقی مانند: آپولون و آرگامان بود که پیش از انقلاب ۱۳۵۷ از شرکت‌های پیشرو و صاحب نام در زمینه ضبط و پخش موسیقی به‌شمار می‌آمدند. وی در سال ۲۰۱۳ با حضور در تلویزیون ملی ایران (NITV) و تلویزیون پارس، تاریخ موسیقی پیش از انقلاب ۵۷ را مورد بررسی قرار داد.

## زندگی‌نامه
منوچهر بی‌بی‌یان در ۱ آذر ۱۳۱۲ در یک خانواده کلیمی در تهران زاده شد. پدرش مردخای و مادرش بانو نصرت یائیر نام داشتند. وی از نوجوانی به فراگیری موسیقی پرداخت و مدتی بعد مغازه‌ای برای فروش آثار موسیقی دایر کرد. پس از پایان تحصیلات مقدماتی و عالی در تهران و تل‌آویو به روزنامه‌نگاری روی آورد. او با پشتوانه کلیمیان و دوستداران موسیقی ایرانی به تهیه و تولید ترانه‌ها و موسیقی‌های روز و عامه‌پسند خوانندگان ایران روی آورد.
منوچهر بی‌بی‌یان به همراه برادر دیگرش منصور و یک برادر دیگر در سال ۱۳۳۳ شرکت موسیقی‌ای را در خیابان منوچهری تهران راه انداختند. ولی کارشان خوب پیش نرفت. اما با آغاز به کار شرکت موسیقی آپولون در سال ۱۳۳۵ در جاده قدیم تهران، کسب‌وکار آنها رونق گرفت. هدف او از برگزیدن نام «آپولون» این بود که آپولون در یونان باستان، نام خدای رقص و موسیقی است. آنها امیدوار بودند که این خدا در تولید ترانه‌های دلنشین و سودآور یاری‌شان کند.
او برای نخستین بار، قانونی برای فعالیت هنرمندان به کار برد و صنعت انتشار و پخش نوار کاست و صفحه گرامافون در ایران را به شغلی حرفه‌ای و درآمدزا تبدیل کرد. آنها در آغاز کار، صفحه ترانه‌های خارجی آن دوران و به‌ویژه ترانه‌های مطرح ایتالیایی و شانسون‌های فرانسوی را منتشر می‌کردند. سپس به فکر پخش ترانه‌های ایرانی افتادند. و برای اینکار به سراغ خوانندگان معروف آن دوره در رادیو و برنامه گل‌ها رفتند.
وی با نوآوری، در تبلیغ موسیقی ایران در آن دوره سهم بسزایی داشت و تلاش نمود، موسیقی ایرانی جایی فراتر از موسیقی پاپ در بین جوانان داشته باشد. تولیدات وی با نام‌هایی چون: آپولون، آرگامان، آرمون، هارمونی، فاین موزیک، جهان موزیک، آوای شهر و بهنواز روانه بازار می‌شدند.
پخش صفحه‌های قاسم جبلی، مریم روح‌پرور، سوسن و نعمت‌الله آغاسی باعث معرفی و رونق موسیقی کوچه‌بازاری یا موسیقی مردمی ایران شد.
گفته می‌شود آپولون در اوج کار خود روزانه به‌طور میانگین ۲۵ هزار صفحه می‌فروخت که در حدود دویست فروشگاه صفحه در داخل و خارج از ایران توزیع می‌شد و از این نظر آپولون بزرگ‌ترین شرکت تولید موسیقی در ایران پس از انقلاب اسلامی بود.

### پس از انقلاب
منوچهر بی‌بی‌یان پس از انقلاب مانند دیگر همکارانش، از ایران خارج شد و همزمان تلاش کرد ارتباط خود با با خوانندگان جلای وطن کرده را حفظ کند. او برای بازسازی توان و استعدادهای هنرمندان، فعالیت تجاری و هنری موسیقی ایرانی در خارج از مرزهای ایران، در سال ۱۳۵۹ ابتدا شرکت پارس ویدیو و در سال ۱۹۸۱ شبکهٔ تلویزیون جام جم در لس آنجلس را راه‌اندازی کرد. پسرش کوروش بی‌بی‌یان نیز در رسیدن به این هدف او را یاری نمود.
کتاب رازهای انقلاب ایران که در سال ۱۳۸۱ در لس آنجلس چاپ شد، مجموعه‌ای تاریخی شامل گفتگوهایی با دست‌اندرکاران دودمان پهلوی است. این گفتگوها از سال ۱۹۸۱ تا ۱۹۸۴ از برنامه تریبون آزاد شبکه جام جم پخش شده و به همت منوچهر بی‌بیان نگاشته شدند. در این کتاب دست‌اندرکاران دودمان پهلوی، رویدادهای تاریخی که خود در جریان آن بودند را بازگو کردند.
منوچهر بی‌بی‌یان تا پایان عمر تلاش کرد تا برخی از املاک توقیف شده توسط دادگاه‌های جمهوری اسلامی را بازپس بگیرد که به نتیجه نرسید.